# Sárándi Imre
Sárándi Imre (Kapuvár, 1930. november 12. – Budapest, 1986. november 9.) magyar jogász, egyetemi tanár. Az állam- és jogtudományok kandidátusa (1963), doktora (1984). Tragikus körülmények között hunyt el.

## Kutatási területe
Polgári joggal foglalkozott, elsősorban a mezőgazdasági termékforgalom jogi kérdéseivel (különösen a mezőgazdasági termékértékesítési szerződéssel) illetve a joggal való visszaéléssel kapcsolatos művei jelentősek. Szállóigévé vált mondata: "a mezőgazdaság nem gyár, a paradicsom nem anyacsavar”.Meghatározó szerepe volt az "új gazdasági mechanizmus" időszakban a magyarországi egyetemi jogásztovábbképzés fejlesztésében illetve a másoddiplomát adó posztgraduális jogászképzés megszervezésében.

## Életpályája
Kisfaludon járt iskolába. 1950-ben a soproni Széchenyi István Gimnáziumban érettségizett. 1957-ben állam- és jogtudományi doktori oklevelet szerzett. 1954 és 1959 kötött az Eötvös Loránd Tudományegyetem Állam- és Jogtudományi Kar (ELTE ÁJK) Polgári Jogi Tanszék tanársegéde volt. Ugyanakkor az MTA–TMB-n Világhy Miklósnál volt aspiráns 1954 és 1957 között. Az ELTE ÁJTK egyetemi adjunktusa (1959–1963), egyetemi docense (1963–1967), majd egyetemi tanára volt (1967. július 1. és 1986. november 9. között); eközben a Kar dékánhelyettese (1963–1967), dékánja (1967-től 1973. június 30-ig), majd a Jogi Továbbképző Intézet (JTI) igazgatójaként dolgozott 1973. július 1. és 1986. november 9. között.

## Családja
Szülei Sárándi Bálint mezőgazdasági munkás és Nagy Margit. Testvérei: Sárándi Bálint, a balfi Micsurin Tsz tagja, Vadász Istvánné tanácsi dolgozó és Antal Andrásné. Felesége Horváth Judit jogász volt, az OTP fiók-igazgatóhelyettese. Gyermekeik: Sárándi Andrea (1960–) és Sárándi Judit (1964–).

## Díjai, elismerései
- Haza Szolgálatáért (arany, 1978).

## Emlékezete
Sírja Budapesten, a Farkasréti temetőben található (Hv4-3-13).

## Főbb művei
- A tudományos munka módszereiről. (Tudományos diákköri dolgozatok. 1. Budapest, 1955)
- Vita a termelőszövetkezetekbe bevitt földek tulajdoni viszonyáról. – Vita a Polgári jog I. Általános rész egyetemi jegyzetéről. (Jogtudományi Közlöny, 1956)
- Jogi ismeretek. I–II. köt. Egyetemi jegyzet (Bp., 1958)
- A termelőszövetkezetek termelési és terményértékesítési szerződései. (A termelőszövetkezetek megszilárdításának főbb jogi kérdései. Szerk. Seres Imre. Bp., 1962)
- A termelési és a terményértékesítési szerződés. (Bp., 1963)
- A termelőszövetkezetek egyszerűbb gazdasági együttműködése. (Jogi Tájékoztató, Bp., 1963)
- Die Verträge über Produktion und Verwertung landwirtschaftlicher Erzeugnisse der Produktionsgenossenschaften. (Acta Juridica, 1963)
- A lakáscseréhez való tulajdonosi hozzájárulás és a joggal való visszaélés. (Acta Facultatis Politico-Iuridicae Universitatis Scientiarum Budapestinensis de Rolando Eötvös nominatae, 1964)
- Az áruviszony, a kollektívák és a joggal való visszaélés. (Jogtudományi Közlöny, 1964)
- Visszaélés a joggal. Monográfia és kandidátusi értekezés is. (Bp., 1965)
- A felvásárlás jogi szabályozásának elvi kérdései. – A gazdasági irányítás új módszere és a termelőszövetkezetek árukapcsolatai. (Jogtudományi Közlöny, 1966)
- A termelőszövetkezeti demokrácia vagyonjogi alapjai. S. I. előadása A Szocialista demokrácia problémái hazánkban c. tudományos ülésszakon. (Állam és Igazgatás, 1966)
- A hallgatók aktív foglalkoztatásának szerepe a jogászképzésben. (Felsőoktatási Szemle, 1966 és Acta Facultatis Politico-Iuridicae Universitatis Scientiarum Budapestinensis de Rolando Eötvös nominatae, 1967)
- Az új gazdasági mechanizmus néhány jogi problémája. (Állam és Igazgatás, 1967; és külön: TIT Jogi Kiskönyvtára. Bp., 1967)
- A szocialista jogászképzés helyzete, módszere és aktuális feladatai. (Bp., 1967)
- A jogi oktatás reformja. (Felsőoktatási Szemle, 1967)
- Neue Methode der ökonomischen Leitung und Vertragsverhältnisse der Produktionsgenossenschaften. (Annales Universitatis Scientiarum Budapestinensis de Rolando Eötvös nominatae. Sectio Iuridica, 1967)
- A mezőgazdasági termékértékesítés új szabályai elé. – Az új gazdasági mechanizmus és a jog. (Jogtudományi Közlöny, 1968)
- Jogi kérdések az új gazdasági irányítás köréből. (Közgazdasági Szemle, 1968)
- A szállítási szerződések. (A TOT Titkárságának kiadványa. Bp., 1969)
- Der Neue Wirtschaftsmechanismus und einige Institutionen des Zivilrechts. (Acta Juridica, 1969)
- Les formes juridiques du trafic de produits entre les organisations socialistes. (Annales Universitatis Scientiarum Budapestinensis. Sectio Iuridica, 1969)
- The Changes in Social Ownership. (Annales Universitatis Scientiarum Budapestinensis de Rolando Eötvös nominatae. Sectio Iuridica, 1970)
- A társadalmi tulajdon változásai. (Acta Facultatis Politico-Iuridicae Universitatis Scientiarum Budapestinensis de Rolando Eötvös nominatae, 1970)
- A szövetkezeti tulajdonjog. (A szövetkezeti reform jogi kérdései. Bp., 1971)
- Kötelmi jog. Különös rész. Egységes jegyz. állam- és jogtudományi karok számára. Eörsi Gyulával, Világhy Miklóssal. (Bp., 1971; 4. kiad. 1974; 12. kiad. 1992; 19. kiad. 1998)
- A tudományos-technikai forradalom és a jogtudomány. (Gazdaság és Jogtudomány, 1972 és külön: Bp., 1972)
- A korszerű jogászképzésért. Tanulmányok. (Az ELTE ÁJTK kiadványa. Bp., 1974)
- A gazdaság és a jog fejlődésünk jelenlegi szakaszában. (Jogtudományi Közlöny, 1974)
- Polgári jogi ismeretek. Egyetemi jegyzet (Bp., 1976)
- Felelősségi problémák a fuvarozás körében. (Közlekedési Közlöny, 1977)
- A jogi továbbképzés. A Jogi Továbbképző Intézet. (Állam és Igazgatás, 1978 és Gazdaság és Jogtudomány, 1978)
- A mezőgazdasági termékértékesítési szerződés. (Jogtudományi Közlöny, 1978; és külön: Magyar Jogász Szövetség Szövetkezeti Jogtanácsosi Továbbképző Tanfolyam. 5. Bp., 1980)
- Javaslat a többszintű jogi képzés korszerű tantervére. (Tanulmányok a felsőoktatás köréből. 1978. I–II. köt. Szerk. Palovecz János. Bp., 1979)
- The New Feature of Contractual System. (Annales Universitatis Scientiarum Budapestinensis de Rolando Eötvös nominatae. Sectio Iuridica, 1979)
- A több évre kötött mezőgazdasági termékértékesítési szerződés. (Jogtudományi Közlöny, 1979)
- Szerződéses rendszerünk új vonásai. (Gazdaság és Jogtudomány, 1979)
- Családjogi ismeretek. Egy. jegyz. (Bp., 1979)
- Extension Courses in Law and the Institute for Extension Training in Law. (Acta Juridica, 1980)
- Magyar polgári jog. Egységes jegyz. (Bp., 1980)
- Polgári jog. Tulajdonjog. Egységes jegyz. állam- és jogtudományi karok számára. (Bp., 1981)
- Polgári jogi ismeretek. II. Konfliktushelyzetek és ezek feloldása. (A SZOT Jogi Osztálya és az ELTE Jogi Intézete kiadványa. Bp., 1981)
- A mezőgazdasági termékértékesítési szerződés. – A haszonbérlet. (A Polgári Törvénykönyv magyarázata. Bp., 1981)
- A mezőgazdasági termékértékesítési szerződés. Monográfia és doktori értek. Bp., 1982)
- Munkaszervezés és -jog. Jogi kézikönyv a vállalati, munkaügyi szerzői és jogi kérdésekkel foglalkozó szakemberek számára. Szerk. (Az ELTE Jogi Továbbképző Intézete kiadványa. Bp., 1982)
- A mezőgazdasági termelőszövetkezetek szerződései. (Dokumentumok a mezőgazdasági termelőszövetkezetekről. 1. Bp., 1982)
- A szövetkezeti szocialista tulajdonjog. – Távlati koncepció egy egységes vállalati törvényhez. Sárközy Tamással. – Gondolatok a tsz-törvény felülvizsgálatához. (Jogtudományi Közlöny, 1982)
- A vállalati önállóság szerepe a munka- és üzemszervezésben. (Állam és Jogtudomány, 1982)
- A jog szerepe termőföldjeink megóvásában. (Tudomány és Mezőgazdaság, 1982)
- Polgári jog. 3. Tulajdonjog. Egységes jegyz. állam- és jogtudományi karok számára. (Bp., 1982; 2. kiad. 1985; 3. kiad. 1986; 4. kiad. 1987; 5. kiad. 1988)
- Felvásárlás vagy termékkereskedelem? (Társadalomkutatás, 1983)
- Polgári-, munka- és pénzügyi jogi ismeretek. I–III. köt. Funtig Zoltánnal, Tóth Jánossal. (A Rendőrtiszti Főiskola jegyzete. Bp., 1984)
- Világgazdasági korszakváltások és a mezőgazdasági termékforgalom. (Közlemények. Szövetkezeti Kutatóintézet. 192. Bp., 1984)
- Történeti, elméleti és pragmatikus elemzés a mezőgazdasági termékértékesítési szerződésről. – A népgazdaság gazdasági szervezeti rendszerének átalakítása és a vállalati belső szervezet. (Jogtudományi Közlöny, 1984)
- Das genossenschaftliche sozialistische Eigentumsrecht. (Acta Juridica, 1984)
- Az állampolgár vagyoni viszonyai és az államigazgatási beavatkozás. (Állam, közigazgatás, érdekviszonyok. Szerk. Schmidt Péter. Bp., 1985)
- A mezőgazdasági termékforgalom joga. Monográfia. (Bp., 1986)
- Die Umorganisierung des Wirtschaftsorganisationssystems der Volkswirtschaft und die innere Organisation der Unternehmen. (Acta Juridica, 1987).